# 近異雀九
近異雀九 （天燕座θ）是在南天拱極星座天燕座中的一顆恆星。它是一顆變星，視星等在+4.65至+6.20之間變化，依據波特爾暗空分類法的分級，這是一顆暗弱的恆星，要在黑暗的郊區天空中才能以裸眼看見。根據蓋亞望遠鏡的視差測量，它與地球的距離是350光年（110秒差距）。不尋常的是，它是一顆紅星，並且有極高的自行（超過每年50毫秒）。
它已經演化成為紅巨星，目前在漸近巨星支，光譜類型為M7III。它的亮度是太陽的3879倍，表面溫度3151K。它是一顆半規則的脈動變星，變光幅度超過0.56等，週期為119天；還檢測到超過1,000天的長週期。它通過恆星風，以每年1.1 × 10−7太陽質量的速率流失質量。從這顆恆星噴出的塵埃物質與周圍的星際物質作用，在穿越銀河系時形成艏震波。波的前緣距離近異雀九大約0.134 ly（0.041 pc）。
近異雀九已被確定為聯星，表明它有一顆軌道上的伴星，導致主星受到攝動。